# Kobylá nad Vidnavkou
Kobylá nad Vidnavkou (deutsch Jungferndorf) ist eine Gemeinde im Okres Jeseník in Tschechien. Sie liegt acht Kilometer südwestlich von Vidnava (Weidenau) im Tal der Vidnavka (Schlippwasser). Südwestlich erhebt sich die Kaní hora (476 m).

## Geschichte
Das Dorf wurde erstmals 1266 im Zusammenhang mit einem Landvogt und dessen Hof erwähnt. Für das Jahr 1284 ist die Schreibweise Cobila belegt. Ende des 13. Jahrhunderts eignete sich der Breslauer Bischof Thomas II. Jungferndorf an und gliederte es in sein geistliches Fürstentum Neisse ein. 1310 bestand Kobula aus 34 Hufen und einer Scholtisei mit drei Hufen, einer Schenke und einer Mühle mit zwei Rädern. 1425 wurde es als Cobula siue Junkfrawendorf bezeichnet. Im 16. Jahrhundert wurde im Ort Glas hergestellt, daneben gab es zwei Mühlen, eine Brauerei und eine Papierfabrik. 1570 wurde die Feste zu einem Schloss umgebaut. 1579 war das Dorf im Besitz des Nikolaus Nimicz, der Hauptmann des bischöflichen Schlosses Johannesberg war. 1619 gehörte Jungferndorf dem Johann Franz von Troilo. Die letzten Besitzer waren die Freiherren von Skal.
Als Folge des Ersten Schlesischen Krieges wurde Schlesien und damit auch das Fürstentum Neisse 1742 geteilt. Jungferndorf verblieb mit dem südlichen Teil des Bistumslandes bei Böhmen und gehörte nun zu Österreichisch-Schlesien.
Am 1. Dezember 1930 hatte die Gemeinde Jungferndorf 984 Einwohner, am 17. Mai 1939 waren es 971 und am 22. Mai 1947 waren es 457 Bewohner. Nach dem Münchner Abkommen wurde der Ort dem Deutschen Reich zugeschlagen und gehörte bis 1945 zum Landkreis Freiwaldau. Die Deutschen wurden 1945 enteignet und vertrieben. Von 1976 bis 2001 war Kobylá nach Žulová eingemeindet. Erst 1978 wurde es vom Erzbistum Breslau getrennt und dem Erzbistum Olmütz zugewiesen.
Durch eine Überschwemmung des Flüsschens Vidnavka im Juli 2009 wurden weite Teile des Dorfes und die Gruft überschwemmt, die Bahnstrecke Vidnava – Jesenik wurde zum Teil unterspült und musste zeitweilig außer Betrieb gehen.

## Gemeindegliederung
Für die Gemeinde Kobylá nad Vidnavkou sind keine Ortsteile ausgewiesen. Zu Kobylá nad Vidnavkou gehört die westlich des Dorfes gelegene Wüstung Annín (Annaberg). Das Dorf Annín, das einst aus 21 Häusern und einer Kapelle bestand, wurde 1976 aufgelassen.

## Sehenswürdigkeiten
- Schloss Kobylá

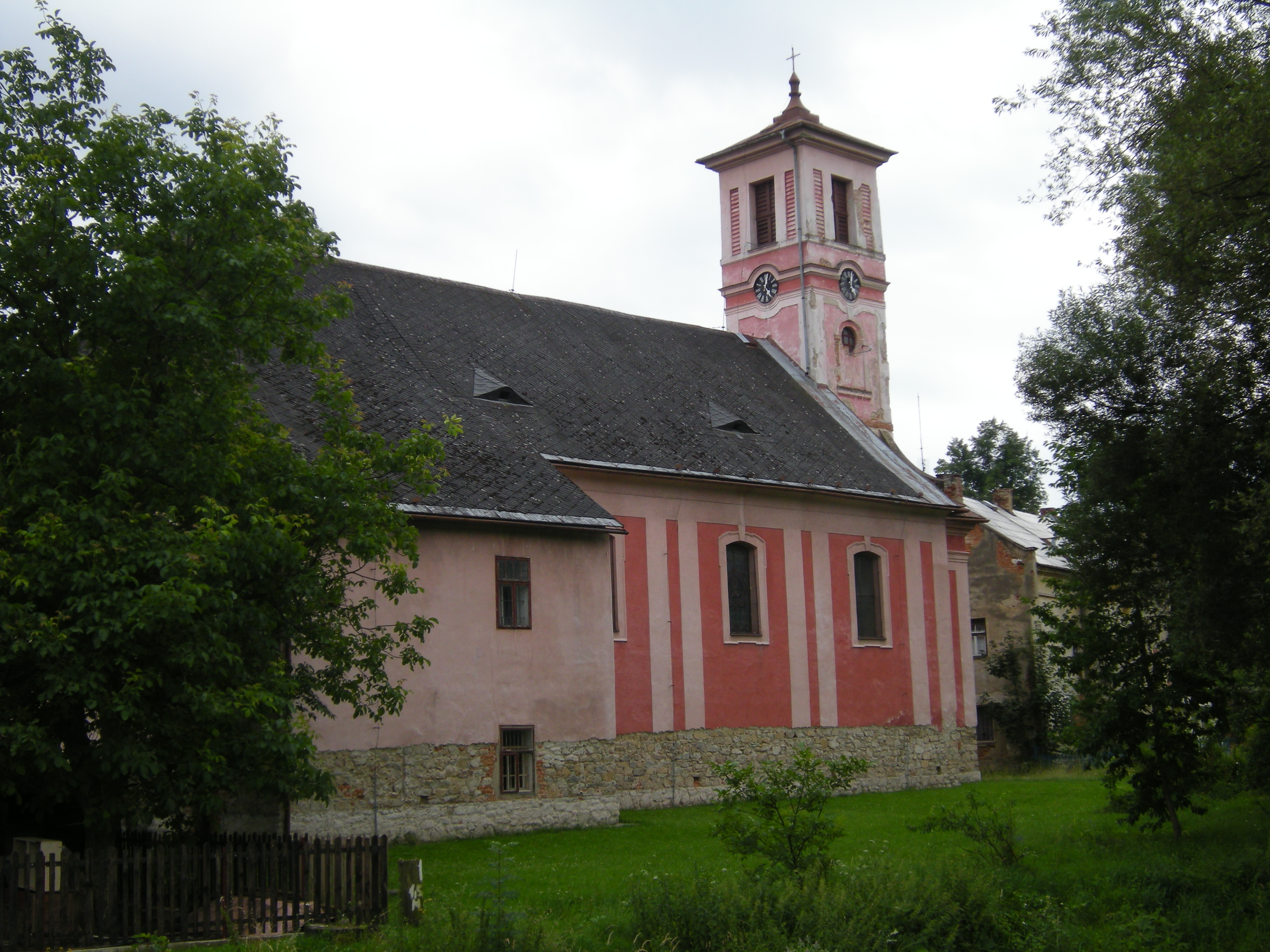
Kirche St. Joachim (Juli 2010)

- Die St.-Joachim-Kirche wurde seit Juni 2009 renoviert. Finanziert wurde die Renovierung fast ausschließlich durch Mittel aus dem deutsch-tschechischen Zukunftsfonds (Punkt Sieben der Deutsch-Tschechischen Erklärung). Seit Ende 2010 wurde die Außenfassade renoviert, auch das Dach des Kirchenschiffs wurde mit dunklem Schiefer neu eingedeckt und die Kirchturmspitze mit einem neuen Kupferdach versehen. Das mechanische Uhrwerk wurde 1910 von Karl von Skal gespendet.
- Ruine der Kapelle des hl. Josef in Annín. Diese wird derzeit wieder mit Geldern von Spendern aus Tschechien renoviert[3]

## Familiengruft der Familie von Skal

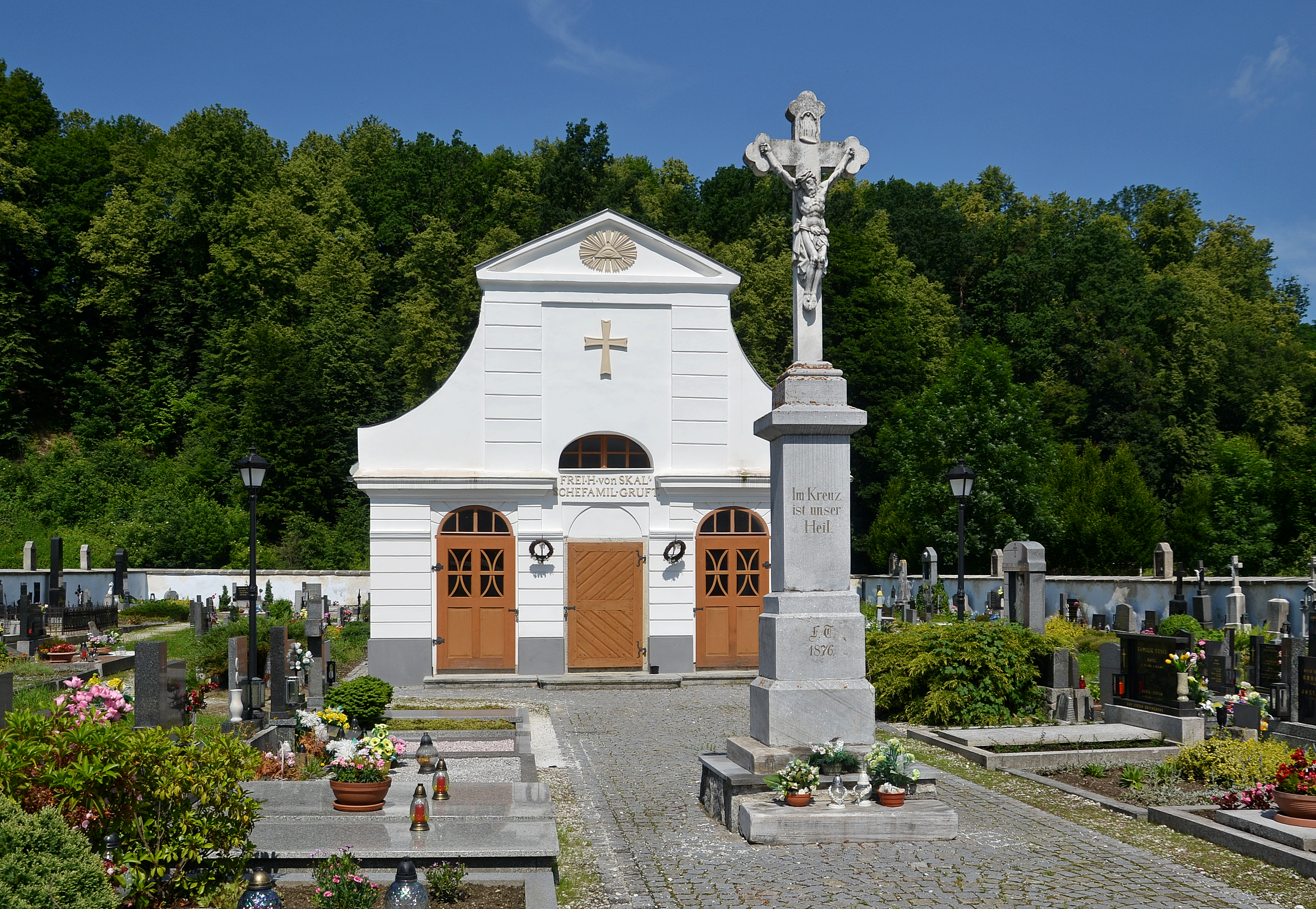
Familiengruft der Familie von Skal

Auf dem Friedhof befindet sich die Familiengruft der Familie von Skal. In ihr sind die sterblichen Überreste von 19 Personen beigesetzt. Bei einer Begehung im September 2002 wurde festgestellt, dass es bei einigen Särgen zu Beschädigungen durch ein Hochwasser kam. Teilweise lagen auch die sterblichen Überreste verstreut in der Gruft. Im Jahr 2008 wurde von der Gemeindeverwaltung das Dach der Gruft und auch des daneben liegenden Schlosses, welches als Altenheim genutzt wird, instand gesetzt. Bemühungen der Familie von Skal im Jahr 2010 die Gruft zu versiegeln, scheiterten am  Denkmalschutz. 2013 wurde die Fassade der Gruft nochmals renoviert. Ebenso wurden die Särge wieder aufgerichtet.
Beigesetzt sind nach  der „Skal´schen Familienchronik“:
- Ferdinand Freiherr von Skal und Groß-Ellguth (* 30. September 1874, † 9. Dezember 1935)
- Johanna Baptista Freiin von Skal (* 18. März 1909, † 7. Januar 1930)
- Ferdinand Carl-Wilhelm Ernst von Skal und Groß-Ellguth (* 3. August 1809, † 12. Januar 1879)
- Maria Freiin von Riese-Stallburg (* 4. August 1814, † 1. Juli 1895)
- Carl Freiherr von Skal und Groß-Ellguth (* 16. Dezember 1844, † 2. August 1914)
- Adele Freiin von Skal und Groß-Ellguth (* 26. November 1853, † 1. April 1937)
- Carl Cletus Freiherr von Skal (* 26. April 1778, † 3. August 1837; Erbauer der Gruft)
- Josefa von Zoffeln und Lichtenkron (* 16. Januar 1781, † 11. September 1844)
- Emilie Caroline von Skal (* 3. Februar 1806, † 16. Dezember 1849)
- Gabriele Freiin von Skal und Groß-Ellguth (* 14. Juli 1941, † 1. September 1942)
- Carl Baromeus Franciscus Ernestus von Skal und Groß-Ellguth (* 8. Oktober 1816, † unbek.)
- Maria Franziska von Skal und Groß-Ellguth (* 5. Februar 1840, † 20. Januar 1860)
- Emilie von Skal und Groß-Ellguth (* 11. Dezember 1848, † 2. Oktober 1877)
- Franziska Theresia Maria von Skal und Groß-Ellguth (* 16. Juni 1811, † 9. April 1878)
- „Mädchen“
- Mathilde Josefa von Skal und Groß-Ellguth (* 11. Februar 1804, † 16. Februar 1804)
- Adalbert Freiherr von Skal und Groß-Ellguth (* 10. Februar 1878, † 14. Juli 1878)
- Maria Immaculata Freiin von Skal und Groß-Ellguth (* 22. Mai 1885, † 2. Dezember 1889)
- Friedericke von Skal und Groß-Ellguth (* 16. Dezember 1844, † 12. August 1846)